# Les Feux Enchantés
Les Feux Enchantés était un spectacle de feux d'artifice présenté dans le Parc Disneyland. Il fut présenté en été de 2008 à 2011, après la Fantillusion, il remplaçait Fantasy in the Sky (traduit Les Feux de la Fée Clochette) et Wishes.

## Historique des feux d'artifice à Disneyland Paris
À Disneyland Paris, le feu d'artifice de Fantasy in the Sky fut présenté de l'ouverture du parc le 12 avril 1992 jusqu'en 1998 où il fut remplacé par Tinkerbell's Fantasy in the Sky ou Les Feux de la Fée Clochette jusqu'en 2004. En 2005, il fut remplacé par Wishes (aussi présenté au Magic Kingdom) à l'occasion du 50e anniversaire de Disneyland. Et c'est de 2008 à 2011 que furent présentés Les Feux Enchantés.

## Le spectacle
Le spectacle mis en scène par Christophe Leclercq a fait ses débuts le 5 juillet 2008 pour la saison estivale du Parc Disneyland. Il a été conçu par la Société Lacroix-Ruggieri.
La bande son du spectacle utilise des extraits de la bande originale du film Il était une fois, sorti en 2007.

## Disneyland Paris
- Représentations : de 2008 à 2011
- Durée : 7 min
- Spectacles précédents :
  - Fantasy in the Sky (1992-1997)
  - Les Feux de la Fée Clochette (1998 - 2004)
  - Wishes (2005-2007)
- Spectacles suivants :
  - Disney Dreams! (2012-2017)
  - Disney Illuminations (depuis 2017)